# Ipredia OS
IprediaOS é um sistema operacional rápido, poderoso e estável baseado na distribuição Fedora Linux que fornece um ambiente anônimo na Internet (e-mail, chat, compartilhamento de arquivos). Todo o tráfego de rede é automático e transparente, criptografado e anônimo. Muitas aplicações estão disponíveis em IprediaOS, incluindo emails, peer-peer, bittorrent, IRC e outros.

## Anonimato
Ao contrário de projetos semelhantes (como Tails e Liberte Linux) que são baseados em Tor, o Ipredia OS utiliza a rede I2P para deixar o usuário anonimo. Essa rede oferece sites e serviços acessíveis apenas através de um túnel de proxy I2P. A distribuição pode ser baixada com o Gnome ou desktop LXDE. Par ser usado como Live CD, é melhor utilizar o LXDE porque ele é mais leve e ele carrega mais rápido. Para quem desejar instalar o Ipredia OS no computador, a melhor opção pode ser o desktop Gnome.

## Aplicativos
O sistema operacional inclui todos os aplicativos básicos que um usuário de computador intermediário precisa. No menu LXDE, o usuário pode encontrar um editor de texto, Abiword, um visualizador de PDF, visualizador de imagens, Gnumeric, o calendário Osmo, o cliente Robert bit torrent configurado para compartilhar arquivos anonimamente através da rede I2P, o cliente de e-mail Sylpheed, o sniffer de pacote chamado Wireshark, o teclado virtual eekboard e o navegador SE Linux Alert, uma versão melhorada de segurança Linux aplicar permissões de arquivo.
A área de trabalho contém atalhos para XChat, o que permite ligar anonimamente para canais de IRC através I2P. Por exemplo, os canais mais populares do IRC possui vários usuários anônimos usando nomes como “anonops“, “bitcoin” e “tahoe-lafs“, relacionadas com a privacidade desenvolvidas pelo I2P. Além do XChat, as configurações de proxy do Firefox já vem pré-configurado para usar a rede I2P.
Essa rede (I2P) oferece sites que são acessados apenas por esta rede. Esses sites são chamados de eepsites e possuem o dominio.i2p. Por exemplo, Ipredia tem seu próprio eepsites (ipredia.i2p). Outros endereços úteis são o planet.i2p e echelon.i2p oferecem software adicionais. Para debater sobre a privacidade, você poderia utilizar o fóruns I2P na URL interna forum.i2p onde as discussões altamente técnicas sobre a privacidade de computador ocorrem e novos sites I2P (*.i2p) pode ser anunciado. No entanto, a melhor maneira de encontrar novos eepsites é usando o motor de busca sem censura eepsites.i2p. Adicionalmente, na área de trabalho, você vai encontrar um atalho direto para o I2P Router Console, o qual mostrará várias opções de configuração (por exemplo, criar uma lista de sites favoritos). É aconcelhado utilizar a configuração padrão caso não saiba configurar uma rede I2P.

## Serviço de email anônimo
A rede I2P vem com um serviço de e-mail web anônimo chamado Susimail, o qual é acessível através da rede I2P (username@mail.i2p) ou da rede Internet (username@i2pmail.org). Desta maneira, é possível se comunicar de forma anomina dentro ou fora da rede I2P. Os administradores do Susimail deixa claro que é proibido o uso desse serviço para atividades ilegais, tal como a venda de substâncias ilegais ou envio de spam; pondedo encerrada imediatamente a conta do e-mail.
Além do serviço e-mail, é possível encontrar o site The Pirate Bay (na URL tpb.i2p) para compartilhar arquivos sem se preocupar com direitos autorais abusivo. Além disso, há suporte para Syndie: uma aplicação Java para distribuir conteúdo em vários fóruns, para publicar informações em rede I2P, Tor ou em site não criptografado.

## Inicialização
Após a inicialização do sistema operacional e da primeira vez que iniciar na I2P, vai demorar alguns minutos para integrar o seu router I2P na rede para encontrar pares adicionais. Você não será capaz de navegar na Internet durante esse tempo. É necessário ter paciência, porque esse processo pode demorar entre 5 ou 10 minutos para conseguir acessar o site primeiro site I2P. Depois disso, a navegação fica razoavelmente rápido.

## Diferença do Tails
Outra coisa que faz o sistema operacional Ipredia diferente de Tails é que ele permite usar o torrents e sites I2P. Vale salientar que estas duas distribuições não estão competindo uma contra a outra, porque os seus modelos de segurança e serviços são diferentes. Sendo assim, é possível dizer que essas duas distribuições são complementares.

## Comparando ao TOR
Em comparação com o Tor, a rede I2P deu a impressão de repartir de forma justa (iqualitária) a largura de banda, enquanto tor depende de servidores voluntários para rotear o os dados. Os túneis I2P criptografam o tráfico tal como o P2P: todos os usuários trafegam pela rede usando múltiplos saltos para difícil o rastreamento. Os IPs de usuários I2P não são usado como nós de saída para a Internet – apenas algumas pessoas que instalam aplicativos especiais. Outra principal diferença com tor é que, enquanto Tor usa o modelo de camada de roteamento cebola (Orion routing) para garantir o anonimato, I2P usa o que eles chamam de roteamento alho (garlic routing), criptografando várias mensagens em conjunto para parar a análise de tráfego.